# Теория хаоса
Тео́рия ха́оса — математический аппарат, описывающий поведение некоторых нелинейных динамических систем, подверженных, при определённых условиях, явлению, известному как хаос (динамический хаос, детерминированный хаос). Поведение такой системы кажется случайным, даже если модель, описывающая систему, является детерминированной. Для акцентирования особого характера изучаемого в рамках этой теории явления обычно принято использовать название теория динамического хаоса.
Примерами подобных систем являются атмосфера, турбулентные потоки, некоторые виды аритмий сердца, биологические популяции, общество как система коммуникаций и его подсистемы: экономические, политические, психологические (культурно-исторические и интеркультуральные) и другие социальные системы. Их изучение, наряду с аналитическим исследованием имеющихся рекуррентных соотношений, обычно сопровождается математическим моделированием.
Теория хаоса — область исследований, связывающая математику и физику.

## Основные сведения
Теория хаоса подразумевает, что сложные детерминированные системы чрезвычайно зависимы от первоначальных условий: небольшие изменения в окружающей среде могут привести к существенно различным последствиям, что делает предсказания их поведения крайне затруднительными.
Математические системы с хаотическим поведением являются детерминированными, то есть подчиняются строгим законам, и обладают определённым порядком. Такое использование слова «хаос» отличается от его обычного значения (см. хаос в мифологии). Отдельная область физики — теория квантового хаоса — изучает квантовые системы, которые демонстрируют хаотическое поведение, схожее с классическими аналогами.
Основоположниками теории хаоса считаются французский математик и философ Анри Пуанкаре (доказал теорему о возвращении), советские математики А. Н. Колмогоров и В. И. Арнольд, а также немецкий математик Ю. К. Мозер, создавшие теорию устойчивости КАМ (Колмогорова — Арнольда — Мозера). КАМ-теория изучает инвариантные торы в интегрируемых системах при малых возмущениях.
Теория хаоса вводит понятия аттракторов, включая странные аттракторы, обладающие самоподобной структурой и демонстрирующие сложную динамику.

## Понятие хаоса
В бытовом контексте слово «хаос» означает «быть в состоянии беспорядка». В теории хаоса прилагательное хаотический определено более точно. Хотя общепринятого универсального математического определения хаоса нет, обычно используемое определение говорит, что динамическая система, которая классифицируется как хаотическая, должна иметь следующие свойства:
1. Она должна быть чувствительна к начальным условиям.
2. Она должна иметь свойство топологического смешивания.
3. Её периодические орбиты должны быть всюду плотными.

Более точные математические условия возникновения хаоса выглядят так:
Система должна иметь нелинейные характеристики, быть глобально устойчивой, но иметь хотя бы одну неустойчивую точку равновесия колебательного типа, при этом фрактальная размерность системы должна быть не менее 1,5.
Линейные системы никогда не бывают хаотическими. Для того, чтобы динамическая система была хаотической, она должна быть нелинейной. По теореме Пуанкаре — Бендиксона, непрерывная динамическая система на плоскости не может быть хаотической. Среди непрерывных систем хаотическое поведение имеют только неплоские пространственные системы (обязательно наличие не менее трёх измерений или неевклидова геометрия). Однако дискретная динамическая система на какой-то стадии может проявить хаотическое поведение даже в одномерном или двумерном пространстве.

### Чувствительность к начальным условиям
Чувствительность к начальным условиям в такой системе означает, что существует {\displaystyle \delta >0} такое, что для любой точки {\displaystyle x} и любой ее окрестности {\displaystyle U_{x}} найдутся точка {\displaystyle y\in U_{x}} и число {\displaystyle n\in \mathbb {N} } такие, что {\displaystyle ||f^{n}(x)-f^{n}(y)||>\delta }. Чувствительность к начальным условиям отличается от экспансивности.
Таким образом, произвольно небольшое изменение текущей траектории может привести к значительному изменению в её будущем поведении. Доказано, что последние два свойства фактически подразумевают чувствительность к первоначальным условиям (альтернативное, более слабое определение хаоса использует только первые два свойства из вышеупомянутого списка).
Чувствительность к начальным условиям более известна как «эффект бабочки». Термин возник в связи со статьёй «Предсказание: Взмах крыльев бабочки в Бразилии вызовет торнадо в штате Техас», которую Эдвард Лоренц в 1972 году вручил американской «Ассоциации для продвижения науки» в Вашингтоне. Взмах крыльев бабочки символизирует мелкие изменения в первоначальном состоянии системы, которые вызывают цепочку событий, ведущих к крупномасштабным изменениям.

### Топологическое смешивание
Топологическое смешивание в динамике хаоса означает такую схему расширения системы, что одна её область в какой-то стадии расширения накладывается на любую другую область. Математическое понятие «смешивание» как пример хаотической системы соответствует смешиванию разноцветных красок или жидкостей.

### Тонкости определения
В популярных работах чувствительность к первоначальным условиям часто путается с самим хаосом. Грань очень тонкая, поскольку зависит от выбора показателей измерения и определения расстояний в конкретной стадии системы. Например, рассмотрим простую динамическую систему, которая неоднократно удваивает первоначальные значения. Такая система имеет чувствительную зависимость от первоначальных условий везде, так как любые две соседние точки в первоначальной стадии впоследствии будут на значительном расстоянии друг от друга. Однако её поведение тривиально, поскольку все точки кроме нуля имеют тенденцию к бесконечности, и это не топологическое смешивание. В определении хаоса внимание обычно ограничивается только закрытыми системами, в которых расширение и чувствительность к первоначальным условиям объединяются со смешиванием.
Даже для закрытых систем чувствительность к первоначальным условиям не идентична с хаосом в смысле изложенном выше. Например, рассмотрим тор, заданный парой углов (x, y) со значениями от 0 до 2π. Отображение любой точки (x, y) определяется как (2x, y + a), где значение a/2π является иррациональным. Удвоение первой координаты в отображении указывает на чувствительность к первоначальным условиям. Однако, из-за иррационального изменения во второй координате, нет никаких периодических орбит — следовательно отображение не является хаотическим согласно вышеупомянутому определению.
Примером системы, не чувствительной к начальным условиям, но обладающей свойством топологического смешивания, является поворот единичной окружности на иррациональный угол.

## Аттракторы
Аттра́ктор (от англ. attract — привлекать, притягивать) — множество состояний (точнее — точек фазового пространства) динамической системы, к которым она стремится с течением времени. Наиболее простыми вариантами аттрактора являются притягивающая неподвижная точка (к примеру, в задаче о маятнике с трением) и периодическая траектория (пример — самовозбуждающиеся колебания в контуре с положительной обратной связью), однако бывают и значительно более сложные примеры.
Некоторые динамические системы являются хаотическими всегда, но в большинстве случаев хаотическое поведение наблюдается только в тех случаях, когда параметры динамической системы принадлежат к некоторому специальному подпространству.
Наиболее интересны случаи хаотического поведения, когда большой набор первоначальных условий приводит к изменению на орбитах аттрактора.
Простой способ продемонстрировать хаотический аттрактор — это начать с точки в районе притяжения аттрактора и затем составить график его последующей орбиты. Из-за состояния топологической транзитивности это похоже на отображения картины полного конечного аттрактора.
Например, в системе, описывающей маятник, пространство двумерное и состоит из данных о положении и скорости. Можно составить график положений маятника и его скорости. Положение маятника в покое будет точкой, а один период колебаний будет выглядеть на графике как простая замкнутая кривая. График в форме замкнутой кривой называют орбитой. Маятник имеет бесконечное количество таких орбит, формируя по виду совокупность вложенных эллипсов.

## Странные аттракторы
Большинство типов движения описывается простыми аттракторами, являющимися ограниченными циклами. Хаотическое движение описывается странными аттракторами, которые очень сложны и имеют много параметров. Например, простая трёхмерная система погоды описывается известным аттрактором Лоренца — одной из самых известных диаграмм хаотических систем, не только потому, что она была одной из первых, но и потому, что она одна из самых сложных. Другим таким аттрактором является аттрактор Рёсслера, которая имеет двойной период, подобно логистическому отображению.
В отличие от аттракторов с неподвижной точкой и предельных циклов, аттракторы, возникающие из хаотических систем, известных как странные аттракторы, имеют значительную детализацию и сложность. Странные аттракторы встречаются как в непрерывных динамических системах (таких как система Лоренца), так и в некоторых дискретных системах (таких как отображение Эно). Другие дискретные динамические системы имеют отталкивающую структуру, называемую множеством Жюлиа, которая образуется на границе между бассейнами притяжения неподвижных точек. Множества Жюлиа можно рассматривать как странные репеллеры. И странные аттракторы, и множества Жюлиа имеют типичную рекурсивную, фрактальную структуру.
Теорема Пуанкаре — Бендиксона доказывает, что странный аттрактор может возникнуть в непрерывной динамической системе, только если она имеет три или больше измерений. Однако это ограничение не работает для дискретных динамических систем. Дискретные двух- и даже одномерные системы могут иметь странные аттракторы. Движение трёх или большего количества тел, испытывающих гравитационное притяжение при некоторых начальных условиях может оказаться хаотическим движением.

## Простые хаотические системы
Хаотическими могут быть и простые системы без дифференциальных уравнений. Примером может быть логистическое отображение, которое описывает изменение количества населения с течением времени. Логистическое отображение является полиномиальным отображением второй степени и часто приводится в качестве типичного примера того, как хаотическое поведение может возникать из очень простых нелинейных динамических уравнений. Ещё один пример — это модель Рикера, которая также описывает динамику населения.
Клеточный автомат — это набор клеток, образующих некоторую периодическую решётку с заданными правилами перехода. Клеточный автомат является дискретной динамической системой, поведение которой полностью определяется в терминах локальных зависимостей. Эволюция даже простых дискретных систем, таких как клеточные автоматы, может сильно зависеть от начальных условий. Эта тема подробно рассмотрена в работах Стивена Вольфрама.
Простую модель консервативного (обратимого) хаотического поведения демонстрирует так называемое отображение «кот Арнольда». В математике отображение «кот Арнольда» является моделью тора, которую В. И. Арнольд продемонстрировал в 1960 году с использованием образа кошки.
Показать хаос для соответствующих значений параметра может даже одномерное отображение, но для дифференциального уравнения требуется три или больше измерений. Теорема Пуанкаре — Бендиксона утверждает, что двумерное дифференциальное уравнение имеет очень стабильное поведение. Трёхмерные квадратичные системы только с тремя или четырьмя переменными не могут демонстрировать хаотическое поведение. Причина в том, что решения таких систем являются асимптотическими по отношению к двумерным плоскостям и поэтому представляют собой стабильные решения.
Цепь Чуа является одной из простейших электрических цепей, генерирующих хаотические колебания.

## Математическая теория
Теорема Шарковского — это основа доказательства Ли и Йорке (1975) о том, что одномерная система с регулярным тройным периодом цикла может отобразить регулярные циклы любой другой длины так же, как и полностью хаотических орбит.
Математики изобрели много дополнительных способов описать хаотические системы количественными показателями. Сюда входят: рекурсивное измерение аттрактора, экспоненты Ляпунова, графики рекуррентного соотношения, отображение Пуанкаре, диаграммы удвоения и оператор сдвига.

## Хронология
Первым исследователем хаоса был Анри Пуанкаре. В 1880-х годах, при изучении поведения системы с тремя телами, взаимодействующими гравитационно, он заметил, что могут существовать непериодические орбиты, которые постоянно и не удаляются, и не приближаются к конкретной точке. В 1898 году Жак Адамар издал влиятельную работу о хаотическом движении свободной частицы, скользящей без трения по поверхности постоянной отрицательной кривизны. В своей работе «бильярд Адамара» он доказал, что все траектории непостоянны и частицы в них отклоняются друг от друга с положительной экспонентой Ляпунова.
Почти вся более ранняя теория, под названием эргодическая теория, была разработана только математиками. Позже нелинейные дифференциальные уравнения изучали Биргхоф, A. Колмогоров, M. Каретник, Дж. Литлвуд и Стивен Смэйл. Кроме Смэйла, на изучение хаоса всех их вдохновила физика: поведение трёх тел в случае с Биргхофом, турбулентность и астрономические исследования в случае с Колмогоровым, радиотехника в случае с Каретником и Литлвудом. Хотя хаотическое планетарное движение не изучалось, экспериментаторы столкнулись с турбулентностью течения жидкости и непериодическими колебаниями в радиосхемах, не имея достаточной теории, чтобы это объяснить.
Несмотря на попытки понять хаос в первой половине 20 века, теория хаоса как таковая начала формироваться только с середины столетия. Тогда для некоторых учёных стало очевидно, что преобладающая в то время линейная теория просто не может объяснить некоторые наблюдаемые эксперименты подобно логистическому отображению. Чтобы заранее исключить неточности при изучении, простые «помехи» в теории хаоса считали полноценной составляющей изучаемой системы.
Основным катализатором для развития теории хаоса стала электронно-вычислительная машина. Большая часть математики в теории хаоса выполняет повторную итерацию простых математических формул, которые делать вручную весьма трудоёмко. Электронно-вычислительные машины делали такие повторные вычисления достаточно быстро, тогда как рисунки и изображения позволяли визуализировать эти системы.
Одним из пионеров в теории хаоса был Эдвард Лоренц, интерес которого к хаосу появился случайно, когда он работал над предсказанием погоды в 1961 году. Погодное моделирование Лоренц выполнял на простом цифровом компьютере McBee LGP-30. Когда он захотел увидеть всю последовательность данных, то, чтобы сэкономить время, он запустил моделирование с середины процесса, введя данные с распечатки, которые он вычислил в прошлый раз.
К его удивлению погода, которую машина начала предсказывать, полностью отличалась от погоды, рассчитанной прежде. Лоренц обратился к компьютерной распечатке. Компьютер работал с точностью до 6 цифр, но распечатка округлила переменные до 3 цифр, например значение 0,506127 было напечатано как 0,506. Это несущественное отличие не должно было иметь фактически никакого эффекта. Однако Лоренц обнаружил, что малейшие изменения в первоначальных условиях вызывают большие изменения в результате. Открытию дали имя Лоренца и оно доказало, что метеорология не может точно предсказать погоду на период более недели.
Годом ранее, Бенуа Мандельброт нашёл повторяющиеся образцы в каждой группе данных о ценах на хлопок. Он изучал теорию информации и заключил, что структура помех подобна набору Регента[неизвестный термин]: в любом масштабе пропорция периодов с помехами к периодам без них была постоянной — значит ошибки неизбежны и должны быть запланированы. Мандельброт описал два явления: «эффект Ноя», который возникает, когда происходят внезапные прерывистые изменения, например, изменение цен после плохих новостей, и «эффект Иосифа» в котором значения постоянны некоторое время, но всё же внезапно изменяются впоследствии. В 1967 году он издал работу «Какой длины побережье Великобритании? Статистические данные подобностей и различий в измерениях», доказывая, что данные о длине береговой линии изменяются в зависимости от масштаба измерительного прибора. Он утверждал, что клубок бечёвки кажется точкой, если его рассматривать издалека (0-мерное пространство), он же будет клубком или шаром, если его рассматривать достаточно близко (3-мерное пространство) или может выглядеть замкнутой кривой линией сверху (1-мерное пространство). Он доказал, что данные измерения объекта всегда относительны и зависят от точки наблюдения.
Объект, изображения которого являются постоянными в различных масштабах («самоподобие») является фракталом (например кривая Коха, или «снежинка»). В 1975 году Мандельброт опубликовал работу «Фрактальная геометрия природы», которая стала классической теорией хаоса. Некоторые биологические системы, такие как система кровообращения и бронхиальная система, подходят под описание фрактальной модели.
Явления хаоса наблюдали многие экспериментаторы ещё до того, как его начали исследовать. Например, в 1927 году Ван дер Поль, а в 1958 году П. Ивес. 27 ноября 1961 года Й. Уэда, будучи аспирантом в лаборатории Киотского университета, заметил некую закономерность и назвал её «случайные явления превращений», когда экспериментировал с аналоговыми вычислительными машинами. Тем не менее, его руководитель не согласился тогда с его выводами и не позволил ему представить свои выводы общественности до 1970 года.
В декабре 1977 года Нью-Йоркская академия наук организовала первый симпозиум о теории хаоса, который посетили Дэвид Руелл, Роберт Мей, Джеймс А. Иорк, Роберт Шоу, Й. Даян Фермер, Норман Пакард и метеоролог Эдвард Лоренц.
В следующем году Митчелл Фейгенбаум издал статью «Количественная универсальность для нелинейных преобразований», где он описал логистические отображения. М. Фейгенбаум применил рекурсивную геометрию к изучению естественных форм, таких как береговые линии. Особенность его работы в том, что он установил универсальность в хаосе и применял теорию хаоса ко многим явлениям.
В 1979 году Альберт Дж. Либчейбр на симпозиуме в Осине представил свои экспериментальные наблюдения каскада раздвоения, который ведёт к хаосу. Его наградили премией Вольфа в физике совместно с Митчеллом Дж. Фейгенбаумом в 1986 году «за блестящую экспериментальную демонстрацию переходов к хаосу в динамических системах».
Тогда же в 1986 году Нью-Йоркская Академия Наук вместе с национальным Институтом Мозга и центром Военно-морских исследований организовали первую важную конференцию по хаосу в биологии и медицине. Там Бернардо Уберман продемонстрировал математическую модель глаза и нарушений его подвижности среди шизофреников. Это привело к широкому применению теории хаоса в физиологии в 1980-х годах, например, в изучении патологии сердечных циклов.
В 1987 году Пер Бак, Чао Тан и Курт Висенфелд напечатали статью в газете, где впервые описали систему самодостаточности (СС), которая является одним из природных механизмов. Многие исследования тогда были сконцентрированы вокруг крупномасштабных естественных или социальных систем. CC стала сильным претендентом на объяснение множества естественных явлений, включая землетрясения, солнечные всплески, колебания в экономических системах, формирование ландшафта, лесные пожары, оползни, эпидемии и биологическую эволюцию. Эти теории показали, что многие хаотические системы, такие как землетрясения, лесные пожары, колебания цен на фондовых рынках и т. д., демонстрируют результаты, соответствующие степенному закону распределения. Для этих систем вероятностное прогнозирование, основанное на знании распределения, может быть успешным даже в тех случаях, когда детерминированные прогнозы неэффективны. Такой подход использовался в последние десятилетия для анализа рисков в таких областях, как сейсмостойкое строительство, экологические исследования, экономика и финансы.
Учитывая нестабильное и безмасштабное распределение случаев возникновения, не странно, что некоторые исследователи предложили рассмотреть как пример CC возникновение войн. Эти «прикладные» исследования включали в себя две попытки моделирования: разработка новых моделей и приспособление существующих к данной естественной системе.
В том же году Джеймс Глеик издал работу «Хаос: создание новой науки», которая стала бестселлером и представила широкой публике общие принципы теории хаоса и её хронологию. Теория хаоса прогрессивно развивалась как межпредметная и университетская дисциплина, главным образом под названием «анализ нелинейных систем». Опираясь на концепцию Томаса Куна о смене парадигм, много «учёных-хаотиков» (так они сами назвали себя) утверждали, что эта новая теория и есть пример сдвига.
Доступность более дешёвых, более мощных компьютеров расширяет возможности применения теории хаоса. В настоящее время теория хаоса продолжает быть очень активной областью исследований, вовлекая много разных дисциплин (математика, топология, физика, биология, метеорология, астрофизика, теория информации, и т. д.).

## Применение
Теория хаоса применяется во многих научных дисциплинах: математика, биология, информатика, экономика, инженерия, финансы, философия, физика, политика, психология и робототехника.
В лаборатории хаотическое поведение можно наблюдать в разных системах, например, электрические схемы, лазеры, химические реакции, динамика жидкостей и магнитно-механических устройств. В природе хаотическое поведение наблюдается в движении спутников солнечной системы, эволюции магнитного поля астрономических тел, приросте населения в экологии, динамике потенциалов в нейронах и молекулярных колебаниях. Есть существенные основания полагать о существовании динамики хаоса в тектонике плит и в экономике.
Одно из самых успешных применений теории хаоса было в экологии, когда динамические системы, похожие на модель Рикера, использовались, чтобы показать зависимость прироста населения от его плотности.
В настоящее время теория хаоса также применяется в медицине при изучении эпилепсии для предсказаний приступов, учитывая первоначальное состояние организма.
Похожая область физики, названная квантовой теорией хаоса, исследует связь между хаосом и квантовой механикой. Недавно появилась новая область, названная хаосом относительности, чтобы описать системы, которые развиваются по законам общей теории относительности.

## Различия между случайными и хаотическими данными
Только по исходным данным трудно сказать, каким является наблюдаемый процесс — случайным или хаотическим, потому что практически не существует явного чистого «сигнала» отличия. Всегда будут некоторые помехи, даже если их округлять или не учитывать. Это значит, что любая система, даже если она детерминированная, будет содержать немного случайностей.
Чтобы отличить детерминированный процесс от стохастического, нужно знать, что детерминированная система всегда развивается по одному и тому же пути от данной отправной точки. Таким образом, чтобы проверить процесс на детерминизм необходимо:
1. Выбрать тестируемое состояние.
2. Найти несколько подобных или почти подобных состояний.
3. Сравнить их развитие во времени.

Погрешность определяется как различие между изменениями в тестируемом и подобном состояниях. Детерминированная система будет иметь очень маленькую погрешность (устойчивый, постоянный результат), или она будет увеличиваться по экспоненте со временем (хаос). Стохастическая система будет иметь беспорядочно распределённую погрешность.
По существу, все методы определения детерминизма основываются на обнаружении состояний, самых близких к тестируемому (то есть, измерению корреляции, экспоненты Ляпунова, и т. д.). Чтобы определить состояние системы, обычно полагаются на пространственные методы определения стадии развития. Исследователь выбирает диапазон измерения и исследует развитие погрешности между двумя близлежащими состояниями. Если она выглядит случайной, тогда нужно увеличить диапазон, чтобы получить детерминированную погрешность.
Во-первых, сложность состоит в том, что, при увеличении диапазона измерения поиск близлежащего состояния требует намного большего количества времени для вычислений, чтобы найти подходящего претендента. Если диапазон измерения выбран слишком маленьким, то детерминированные данные могут выглядеть случайными, но если диапазон слишком большой, то этого не случится — метод будет работать.
Когда в нелинейную детерминированную систему вмешиваются внешние помехи, её траектория постоянно искажается. Более того, действия помех усиливаются из-за нелинейности, и система показывает полностью новые динамические свойства. Статистические испытания, пытающиеся отделить помехи от детерминированной основы или изолировать их, потерпели неудачу. При наличии взаимодействия между нелинейными детерминированными компонентами и помехами появляется динамика, которую традиционные испытания на нелинейность иногда не способны фиксировать.